# Архивоведение
Архивове́дение — наука, изучающая и разрабатывающая теоретические, методические и организационные вопросы архивного дела и его историю.

## Краткая история архивного дела
Первые архивы возникли еще в древнем мире. Это были так называемые устные архивы.
На Руси первые архивы возникли в церквях и монастырях. Все документы хранились в больших ящиках — ларях. За сохранность ларя отвечал специальный человек — ларник.
К основным документам относились: дипломатические и административные акты, договоры между князьями, жалованные и уведомительные грамоты, бытовая документация. Первыми архивами были: Казна Княжьего двора; местный архив; архивы храмов и монастырей. Архивные документы использовались в юридической, хозяйственной, идеологической жизни, во внешних отношениях, являлись основой летописи. Ведомства: Белый Дворец (ведал личными землями великого князя) и Казённый двор (ведал финансовыми вопросами).
Архивоведение в мире развивалось в форме учебников. Изначальное происхождение этой научной традиции неизвестно. Тем не менее, можно отметить старейшие исторически известные книги на эту тему. Эти предшественники архивоведения были напечатаны в 1571 году, но, вероятно, были написаны уже в первой половине 16 века. Автор, немецкий дворянин Яков фон Рамминген, пожалуй, может рассматриваться как «отец» этого учебного предмета. Он основал традицию архивного дела, которая в Германии выжила по крайней мере пару веков. Это он впервые сформулировал теорию архивоведения. (The earliest predecessors of archival science — Jacob von Rammingen’s two manuals of registry and archival management, printed in 1571, translated by JBLD Strömberg. Lund: Wallin & Dalholm, Lundaboken, 2010.

## Архивное дело сегодня
Весь комплекс архивных документов именуется архивным фондом. Архивный фонд Российской Федерации делится на две большие части — государственную и негосударственную. Хранение государственной части архивного фонда РФ осуществляется государственными и ведомственными архивами.
Государственные архивы подразделяются на федеральные и муниципальные. Федеральные архивы осуществляют хранение документов в строгом соответствии с профилем архива и списками источников комплектования.